# Iorgos Príndezis
Iorgos Príndezis (grec: Γιώργος Πρίντεζης; Siros, 22 de febrer de 1985) és un ex-jugador de basquetbol grec de l'Olympiakos del Pireu i que jugava a la posició d'aler pivot.
La major part de la seva carrera va jugar a l'Olympiakos, club amb el qual va guanyar dues Eurolligues seguides els anys 2012 i 2013. A la final del 2012 contra el CSKA de Moscou va anotar la cistella definitiva del triomf del seu equip al darrer segon. Amb la selecció grega de basquetbol va guanyar la medalla de bronze a l'Eurobasket 2009 de Polònia.

## Carrera professional
Príndezis va arribar a l'Olympiakos amb 15 anys i va debutar amb el primer equip quan en tenia 17. La temporada 2006-07 va jugar cedit a l'Olympia de Làrissa, on va promitjar 11,5 punts i 3,9 rebots per partit. El 2007 va ser escollit per San Antonio Spurs a la segona ronda del draft de l'NBA amb el número 58. Tanmateix, no va jugar mai a l'NBA sinó que es va reincorporar a l'Olympiakos, on va estar-s'hi les dues temporades següents.
El 2009, Príndezis va fitxar per l'Unicaja de Màlaga però no va acabar-hi la segona temporada ja que les dues parts van acordar l'extinció del contracte el març de 2011. De retorn a l'Olympiakos, va guanyar la lliga A1 Ethniki grega les temporades 2011-12, 2014-15, 2015-16 i 2021-22, tot trencant així l'hegemonia del Panathinaikos. A l'Eurolliga va arribar al punt culminant amb la victòria a les edicions de 2011-12 i de 2012-13.
Amb la selecció de Grècia va participar en els Jocs Olímpics de Pequín de 2008, on els grecs van caure a l'eliminatòria de quarts de final davant l'Argentina (90-78). L'any següent, Príndezis es va penjar la medalla de bronze a l'Eurobasket 2009 de Polònia en guanyar Grècia el partit pel tercer lloc contra Eslovènia (57-56). Amb la selecció també va participar, però sense passar mai dels quarts de final, als Eurobaskets de 2013, 2015 i 2017 i als Campionats del Món de 2010, 2014 i 2019.
Iorgos Príndezis es va retirar com a jugador de basquetbol professional als 37 anys en acabar la temporada 2021-22 i guanyar la lliga grega.

## La final de l'Eurolliga 2011-12
Príndezis va aconseguir la cistella definitiva a la final de l'Eurolliga disputada el 13 de maig de 2012 a Istanbul contra el CSKA de Moscou de Teodosić, Šiškauskas i Kirilenko. L'equip rus gaudia d'un avantatge de 18 punts a les acaballes del tercer quart, però al darrer quart l'Olympiakos va anar remuntant fins a situar-se a un sol punt a falta de 9 segons, però amb dos tirs lliures per a Šiškauskas, que els va fallar. En aquests darrers 9 segons, el base grec Spanulis va creuar la pista amb la pilota i va assistir Príndezis, el qual va encistellar al darrer segon tot donant la victòria a l'Olympiakos (61-62).

## Títols amb l'Olympiakos
- Eurolliga: 2011-12 i 2012-2013.[5]
- Lliga A1 Ethniki: 2011-12, 2014-15, 2015-16 i 2021-22.[4]

## Estadístiques
Príndezis va començar a competir a l'Eurolliga la temporada 2002-03 i va arribar a la xifra de 300 partits jugats durant la temporada 2019-20. A les lligues estatals va arribar a la xifra de 300 partits al final de la temporada 2018-19, comptant totes les temporades a la lliga A1 Ethniki grega i les gairebé dues a la lliga ACB espanyola. Les xifres mitjanes d'aquests 600 partits són:
|                          | Punts | Tirs de 2 | Tirs de 3 | Tirs lliures | Rebots | Recup. | Assist. | Taps |
| ------------------------ | ----- | --------- | --------- | ------------ | ------ | ------ | ------- | ---- |
| Eurolliga                | 10,3  | 53,8 %    | 32,7 %    | 69 %         | 4,3    | 0,4    | 1       | 0,2  |
| Lliga (A1 Ethniki + ACB) | 10,3  | 59,4 %    | 33,2 %    | 70,6 %       | 4      | 0,5    | 1,1     | 0,2  |

## Estil de joc
| «                                | És un aler que juga amb molta energia, té molt bona actitud i ho dona tot a la pista. És un atleta sòlid, amb una alçada adequada per jugar de 3 i molt fort en l'u contra u, tenint en compte que és europeu. El seu maneig de la pilota és bo per ser un 3, però pot millorar. El seu estil de joc recorda el d'Antawn Jamison, ja que anota molt a prop de la cistella. Està sempre predisposat a fer la feina bruta sota els taulers i no dubta a llançar-se per terra. En l'aspecte negatiu, necessita polir el seu joc d'atac, no és un gran passador però mostra la voluntat de buscar el company desmarcat. No té un desplaçament lateral ràpid i li cal millorar el tir sortint del driblatge. | » |
| — Aran Smith, 2007, NBAdraft.net | |   |